# Цеппи
Цеппи — пресноводное озеро на территории Кривопорожского сельского поселения Кемского района Республики Карелии.

## Общие сведения
Площадь озера — 2,5 км², площадь водосборного бассейна — 21 км². Располагается на высоте 100,5 метров над уровнем моря.
Форма озера лопастная, продолговатая: оно вытянуто с северо-запада на юго-восток. Берега каменисто-песчаные, местами заболоченные.
Через Цеппи протекает безымянный водоток, который, вытекая из озера Кивиярви и протекая ниже через озеро Вотани, впадает в озеро Лулло. Через последнее протекает река Шомба, которая в свою очередь впадает в реку Кемь.
В центральной части озера расположен один небольшой остров без названия.
К востоку от озера проходит лесовозная дорога.
Код объекта в государственном водном реестре — 02020001011102000006219.